# Rosomak tundrowy
Rosomak tundrowy, rosomak (Gulo gulo) – gatunek drapieżnego ssaka lądowego z rodziny łasicowatych (Mustelidae), doskonale przystosowanego do zimowych warunków życia. Jest jednym z największych – obok ariranii amazońskiej i kałana morskiego – przedstawicieli rodziny łasicowatych. Ze względu na wygląd uważany był początkowo za bliskiego krewniaka psów lub niedźwiedzi. W wielu regionach niesłusznie uważany za zwierzę bardzo agresywne, wręcz krwiożercze. Z powodu mobilnego trybu życia jest zwierzęciem trudnym do obserwowania i – w efekcie – stosunkowo słabo poznanym. Jest prawdopodobnie najsłabiej poznanym gatunkiem spośród dużych drapieżników lądowych.

## Zasięg występowania i biotop
Rosomak tundrowy występuje w zależności od podgatunku:
- G. gulo gulo – rosomak tundrowy[3] – Skandynawia, Rosja, Mongolia oraz północno-zachodnia i północno-wschodnia Chińska Republika Ludowa
- G. gulo luscus – rosomak amerykański[3] – Kanada i zachodnie Stany Zjednoczone (Alaska, Waszyngton, Oregon, Idaho, Montana, Wyoming i Kalifornia)

### Biotop
Obecnie występuje na odludnych terenach w tajdze i tundrze. Preferuje tereny górzyste. W przeszłości zasięg jego występowania w Ameryce Północnej rozciągał się po Kolorado, Indianę i Pensylwanię.

### Zasięg występowania
Rosomaki zostały niemal doszczętnie wytępione w Stanach Zjednoczonych (poza Alaską), a w Kanadzie ich liczebność znacznie ograniczono – zwłaszcza w Kanadzie południowej i wschodniej, gdzie praktycznie już nie występują. W Europie pozostały jeszcze dwie populacje: jedna w północnej części Półwyspu Skandynawskiego, wzdłuż wybrzeży Norwegii i Szwecji, druga na obszarze od Finlandii po rosyjską Republikę Karelii.
W Europie kontynentalnej według szacunków z lat 2010–2012 (z wyłączeniem Rosji, Białorusi i Ukrainy) liczebność wynosi 1084–1386 szt., podczas gdy według danych za okres 1950–1970 roczną populację z tego samego obszaru szacowano na 350–530 egz. Występowały one tylko w Finlandii, Szwecji i Norwegii. Obszar stałego zasięgu wynosił 247 900 km², podczas gdy w okresie 1950–1970 areał zasięgu szacowano na 112 200 km².

## Charakterystyka

### Morfologia
Rosomak jest największym typowo naziemnym przedstawicielem rodziny łasicowatych. Łasicowate podobnych rozmiarów – arirania amazońska i kałan morski – prowadzą głównie wodny tryb życia. Budową zewnętrzną rosomak przypomina niewielkiego niedźwiedzia, ale jego zachowania są typowe dla łasicowatych. Ma dużą głowę, małe oczy, małe i zaokrąglone uszy, krótki ogon i masywnie zbudowane łapy zakończone silnymi pazurami. Długość jego ciała wynosi 65–87 cm, długość ogona 17–26 cm, masa ciała od 10 do 31 kg, samice są przynajmniej o 10% mniejsze i do 30% lżejsze od samców. Zmysły węchu i słuchu są silnie rozwinięte, w przeciwieństwie do słabego wzroku.
Skóra rosomaka jest pokryta długim, gęstym futrem o brązowoczarnym ubarwieniu z jasnymi plamami na głowie i jasnymi pasami po bokach ciała. Szerokie stopy i relatywnie mała masa ciała ułatwiają mu bieganie po śniegu. Rosomak prowadzi naziemny tryb życia, ale świetnie pływa i zwinnie wspina się po drzewach oraz skałach. Jest aktywny całą dobę w około 4-godzinnych cyklach, na przemian, aktywności i spoczynku. Rosomak nie zapada w sen zimowy. Jest samotnikiem. Areał osobniczy jednego samca może obejmować areały 2–3 samic.

### Zachowanie
Jest samotnikiem oraz wykazują terytorialność. Samce znaczą swój teren zapachem wydzielanym z gruczołów. Charakteryzuje się dużą siłą, odwagą, zręcznością i nieustępliwością – notowano wiele przypadków konfrontacji rosomaka walczącego o mięsny łup ze znacznie większymi i silniejszymi drapieżnikami, jak baribal, puma płowa, a nawet wataha wilków. Młode, niedoświadczone rosomaki czasami giną w trakcie takich walk, ale dorosłe osobniki zwykle wychodzą z nich zwycięsko. 
Na wolności żyją zwykle od 5 do 7 lat, natomiast w niewoli osiągają wiek nawet 17 lat. W naturze przyczyną wczesnej śmierci jest zwykle głód lub śmierć w walce z innym drapieżnikiem. 

### Rozmnażanie
Ich okres godowy trwa od maja do sierpnia. Są poligamiczne, jeden samiec na swoim obszarze rozmnaża się z kilkoma samicami. W jednym miocie może być od 1 do 5 młodych, jednak zazwyczaj są 3. Po zagnieżdżeniu się zarodka ciąża trwa od 30 do 50 dni, jednak zarodek nie zagnieżdża się od razu tylko czeka w diapauzie prze około 6 miesięcy. Młode są karmione przez matkę do 3 miesięcy po urodzeniu, a samodzielność uzyskują po około 1 roku. Samica zachodzi w ciążę co 2 lata. Młode osiągają dojrzałość płciową w wieku 2-3 lat. 

## Pożywienie

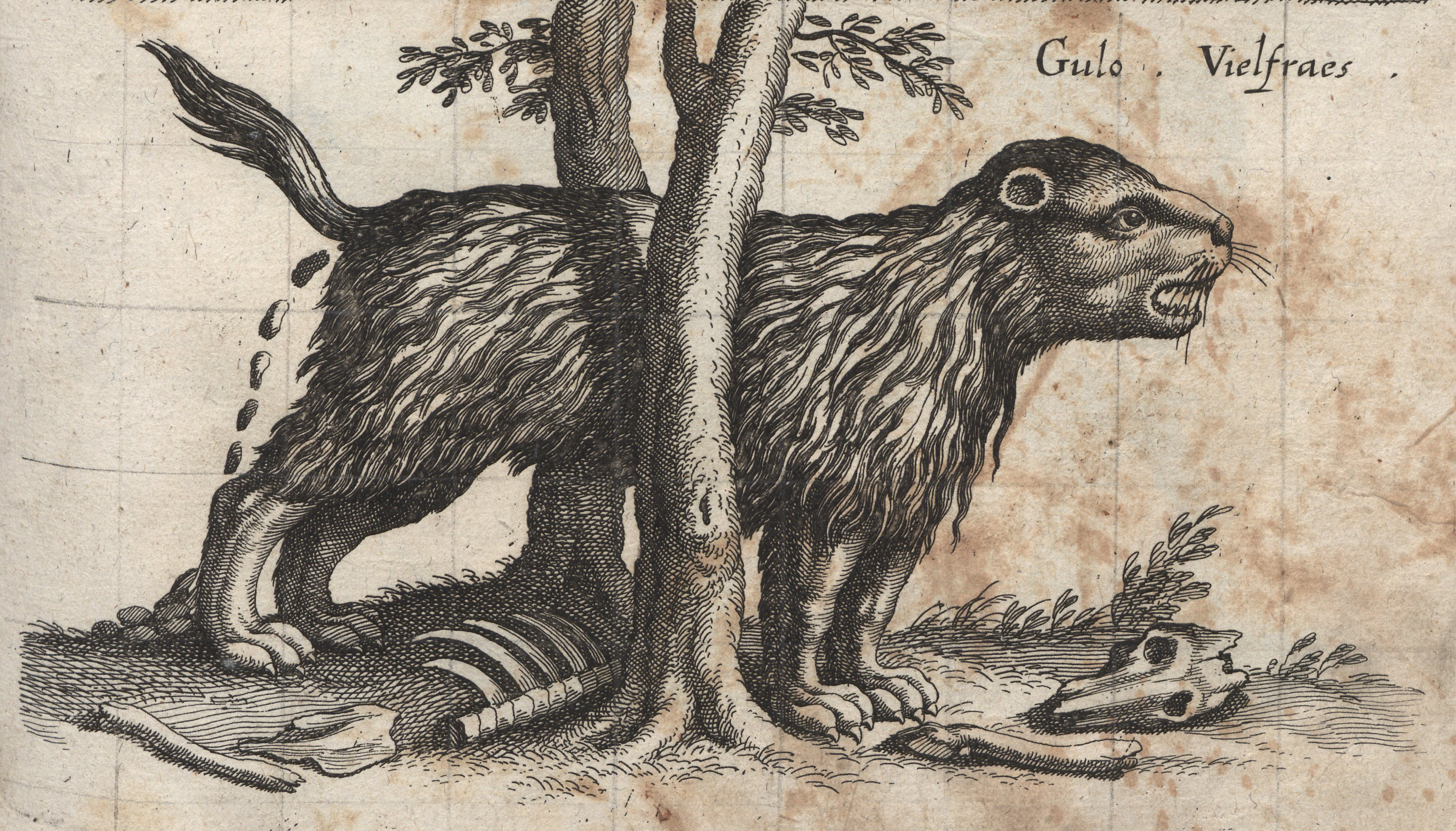
Rosomak na sztychu Jana Jonstona (1652)

Jest wszystkożerny – zjada głównie padlinę, ale zimą, gdy brak pożywienia, atakuje nawet duże ssaki, jak jelenie, łosie czy renifery, które dogania w wytrwałym biegu po śniegu. Okazjonalnie zjada ptasie jaja, larwy owadów i jagody. Silne szczęki w połączeniu z ostrymi zębami umożliwiają mu kruszenie dużych kości i zamarzniętego mięsa. W tunelach pod śniegiem gromadzi zapasy pokarmu, do których wraca nawet po 6 miesiącach.

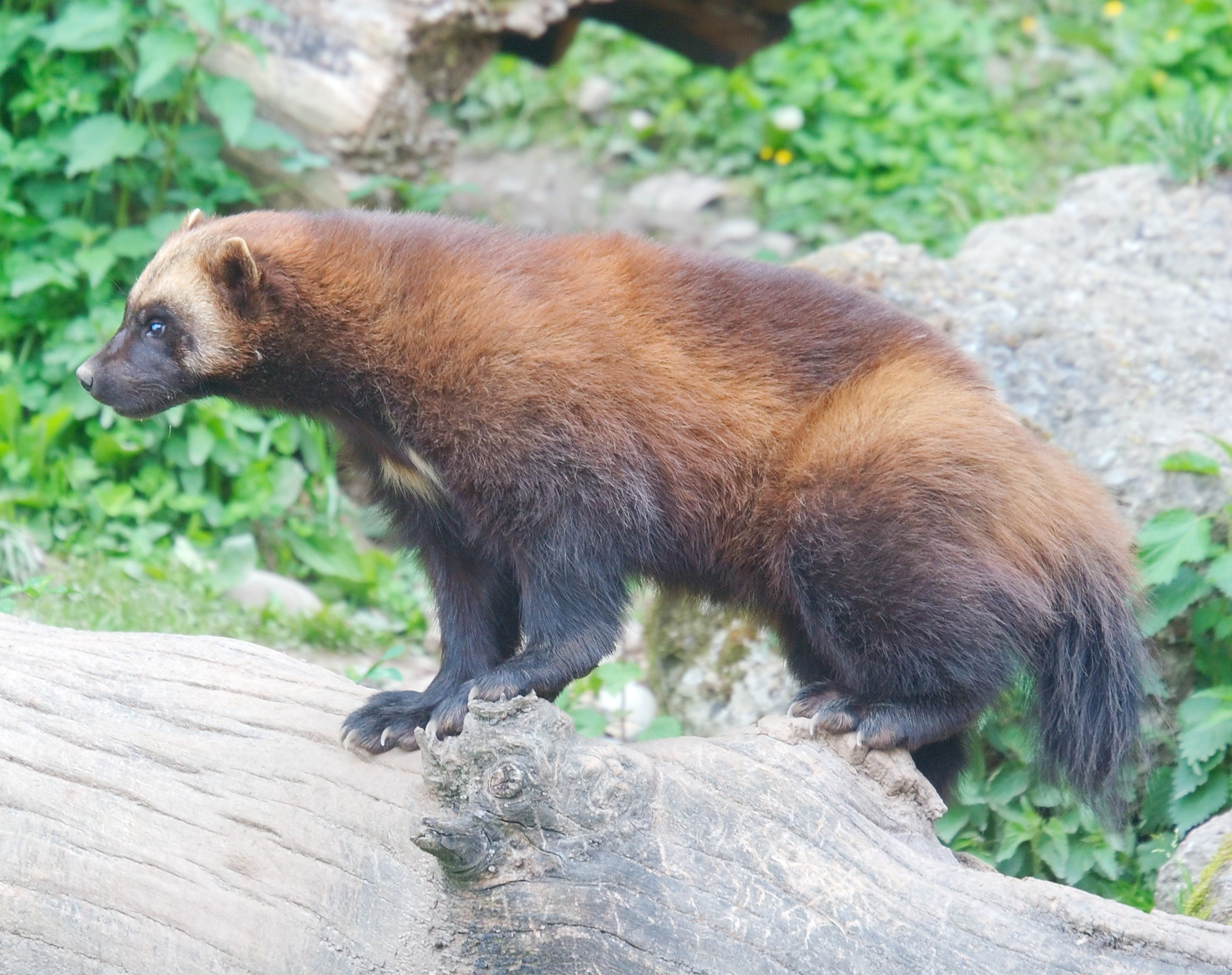

## Ewolucja
Najstarszym znanym przedstawicielem rodzaju Gulo jest Gulo sudorus, żyjący we wczesnym pliocenie na obszarze Ameryki Północnej. W środkowym pliocenie na obszarze północno-wschodniej Azji żył gatunek Gulo minor. We wczesnym i środkowym plejstocenie występował w Eurazji i Ameryce Północnej mniejszy od rosomaka Gulo schlosseri. Współczesny Gulo gulo znany jest od środkowego plejstocenu. Nazwą rosomaki obejmuje się niekiedy gatunki należące do kopalnego rodzaju Plesiogulo, który jest siostrzanym taksonem Gulo.

## Systematyka
Takson ten jedynym żyjącym przedstawicielem rodzaju Gulo (Pallas, 1780).

## Zagrożenia

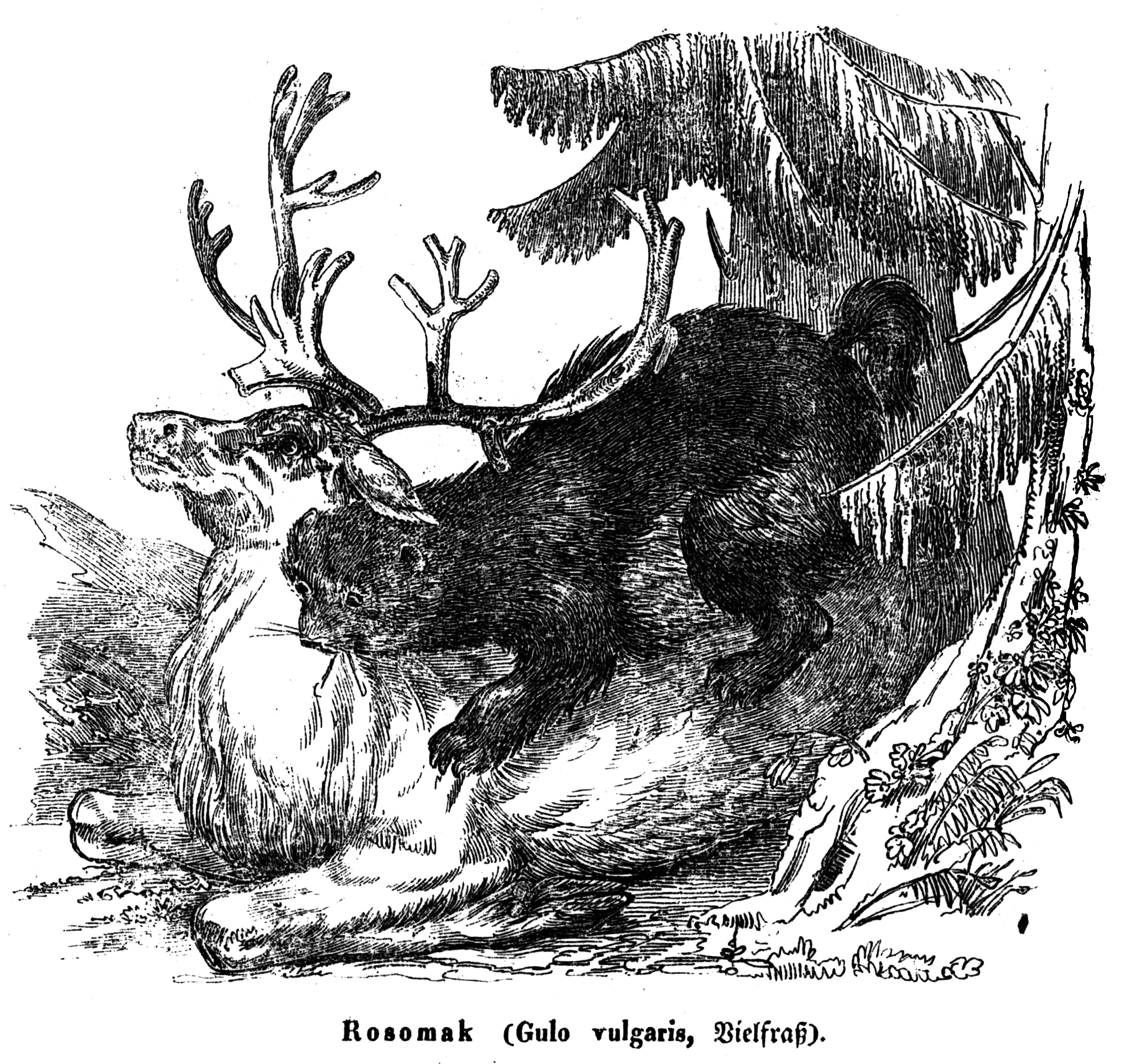
Rosomak na XIX-wiecznej ilustracji z czasopisma „Przyjaciel Ludu”

Utrata siedlisk oraz polowania są głównymi przyczynami zagrażającymi rosomakom. Zwierzęta te są postrzegane przez ludzi jako szkodniki atakujące żywy inwentarz, zjadające zwierzynę schwytaną przez kłusowników w sidła lub potrzaski. Same sprytnie omijają, a nawet niszczą pułapki – także z takich powodów są zabijane.
Gatunek został zaklasyfikowany w Czerwonej księdze gatunków zagrożonych Międzynarodowej Unii Ochrony Przyrody i Jej Zasobów do kategorii VU, a w edycji 2008 w kategorii NT – bliski zagrożenia. Dokładna liczebność rosomaków nie jest znana, ale przybliżone szacunki mówią o bardzo niewielkiej populacji tych zwierząt. Populacje europejskie szacowane są przez IUCN na ok. 2300 osobników.

## W niewoli

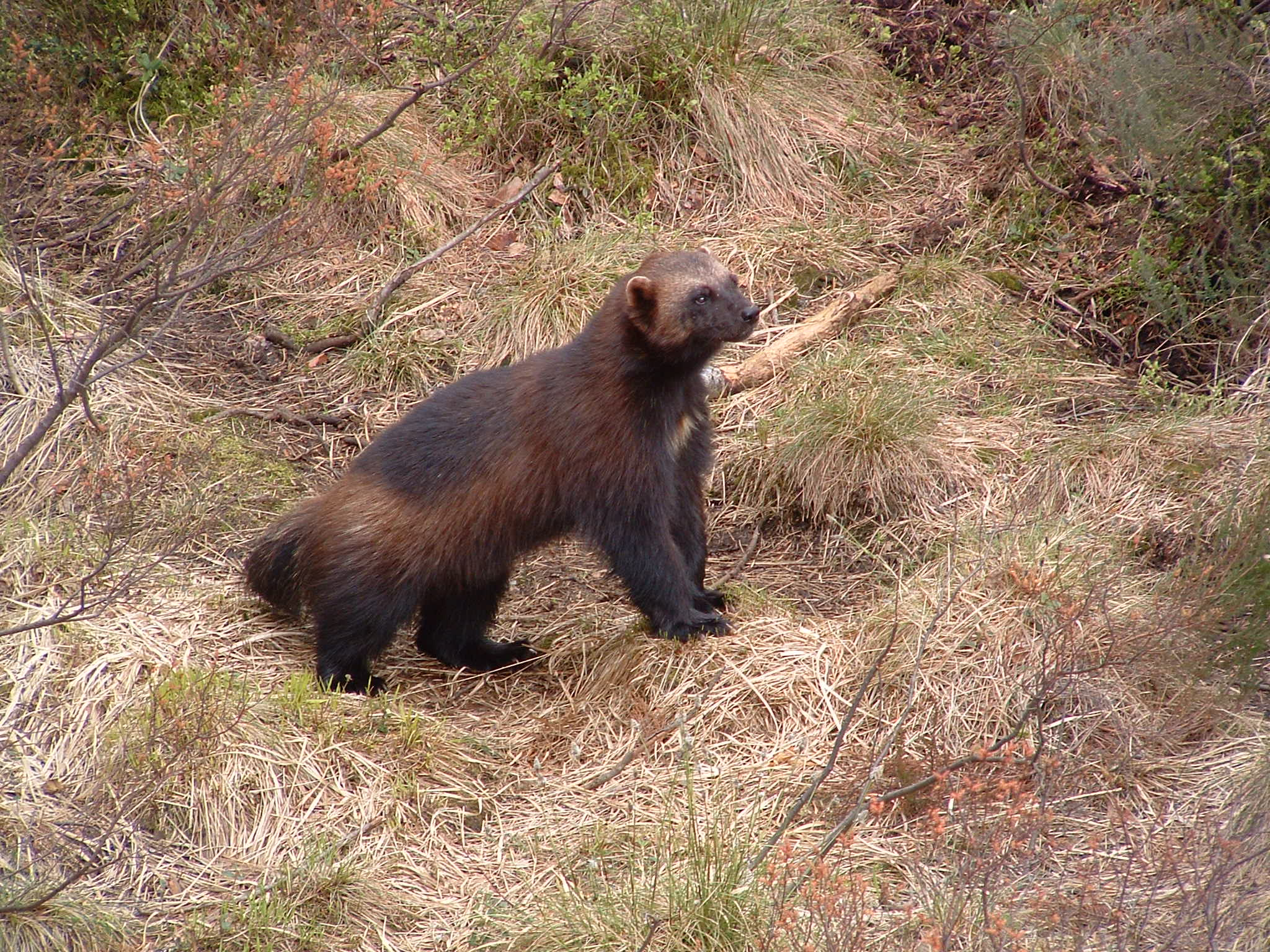
Rosomak w zoo Kristiansand w Norwegii

W ogrodach zoologicznych Ameryki Północnej i Europy znajduje się około setki rosomaków. Rozmnażają się w niewoli, ale z trudem i przy znacznej śmiertelności małych.
W Polsce rosomaka można podziwiać w opolskim i śląskim ogrodzie zoologicznym.